# مدرسة الدراسات العليا احترام
مدرسة الدراسات العليا احترام هي مدرسة دراسات عليا إسلامية خاصة تقع في بيت لحم بنسلفانيا في الولايات المتحدة. افتتحت المدرسة في عام 2015 وتركز حاليًا على تقديم درجة الماجستير في الآداب في الدراسات الإسلامية. يعد برنامج درجة الماجستير فريدًا من البرامج الأخرى من حيث أنه يقدم مسارين للدراسة للطلاب. على سبيل المثال يمكن للطلاب الاختيار من المسار الأكاديمي أو المهني للبرنامج لإكمال دراستهم. تم تصميم المسار الأكاديمي لبرنامج الماجستير للطلاب الذين يهدفون إلى مواصلة تعليمهم للحصول على درجة الدكتوراه والمستوى في التحضير لمهنة أكاديمية والمسار المهني للبرنامج، من ناحية أخرى هو مخصص للطلاب المهتمين بمجموعة واسعة من المهن مثل الوزارة الإسلامية أو الإمامة أو التعليم أو التمويل الإسلامي أو العلاقات بين الأديان أو العلاقات الدولية أو الصحافة. تكرس المدرسة جهودها لتعزيز الحوار بين الأديان وداخل الأديان، وتقيم فعاليات منتظمة مفتوحة للجمهور بالتعاون مع مركز ليهاي للحوار ومدرسة مورافيا اللاهوتية. تقدم المدرسة أيضًا برنامجًا صيفيًا يسمى معهد الميزان الصيفي للشباب الذي يهدف إلى إعداد طلاب المدارس الثانوية في الكلية.